# Ba Gia
Ba Gia là một địa danh thuộc huyện Sơn Tịnh, tỉnh Quảng Ngãi. Đây là nơi gắn liền với sự kiện lịch sử "Chiến Thắng Ba Gia" trong chiến tranh kháng chiến chống Mỹ cứu nước. 
Hiện nay ở xã Tịnh Đông, huyện Sơn Tịnh, tỉnh Quảng Ngãi, có các chứng tích lịch sử cùng mang tên Ba Gia:
- Đồn Ba Gia: nằm trên 1 khu đồi thuộc xã Tịnh Đông.
- Tượng đài chiến thắng Ba Gia hiện nay nằm trên 1 ngọn núi thuộc xã Tịnh Sơn.
- Để ghi nhớ công lao của cha ông trong chiến tranh chống Mỹ, ủy ban nhân dân tỉnh đã đổi tên trường trung học phổ thông Sơn Tịnh II thành trường Trung học phổ thông Ba Gia, thuộc xã Tịnh Bắc.